# Strofoïde

Constructie van de strofoïde van een kromme C (punten A) met cirkel K (stralen) en vector

Een strofoïde, logocyclische curve of foliaat is een kubische kromme verkregen door het vermeerderen of verminderen van de plaatsvector {\textstyle OP_{i}} van een variabel punt {\textstyle P} op een rechte lijn {\textstyle L}, met een afstand {\textstyle PA} tot het voetpunt van de loodrechte, getekend uit de oorsprong {\textstyle O} van de onvaste lijn. De hoek {\textstyle P_{1}AP_{2}} is altijd 90o.
De vergelijking in poolcoördinaten is
{\displaystyle r=a\cos(2\theta )\sec(\theta )\,}
In Cartesiaanse coördinaten:
{\displaystyle y^{2}={\frac {x^{2}(a-x)}{a+x}}\,,}
waarbij {\displaystyle a\,} de afstand is van de lijn tot de oorsprong.
Een mogelijke parametervergelijking is 
{\displaystyle x(t)=a\cos(2t)\,}
{\displaystyle y(t)=a\cos(2t)\tan(t)\,,}
waarbij de parameter t loopt over een interval met lengte {\textstyle \pi .}